# Štúrovci

Štúrovci na obraze národních buditelů od Jany Krivošové v malém evangelickém kostele v Bratislavě

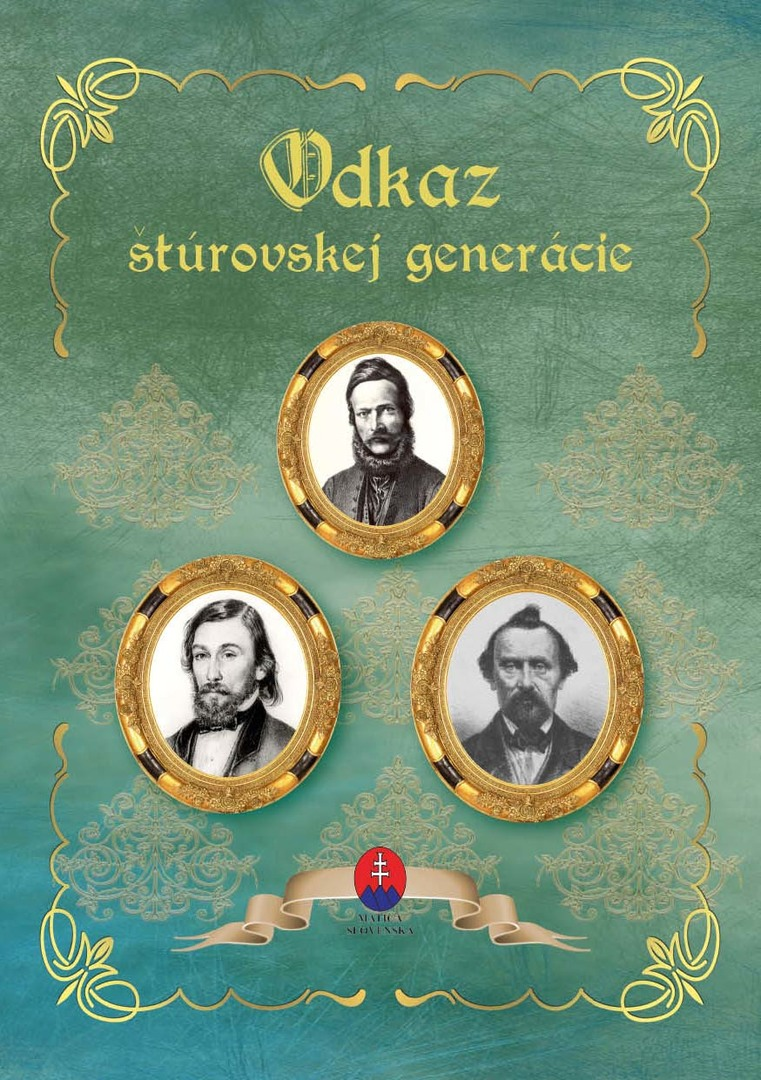
Obal brožury a výstavy Odkaz šturovské generace

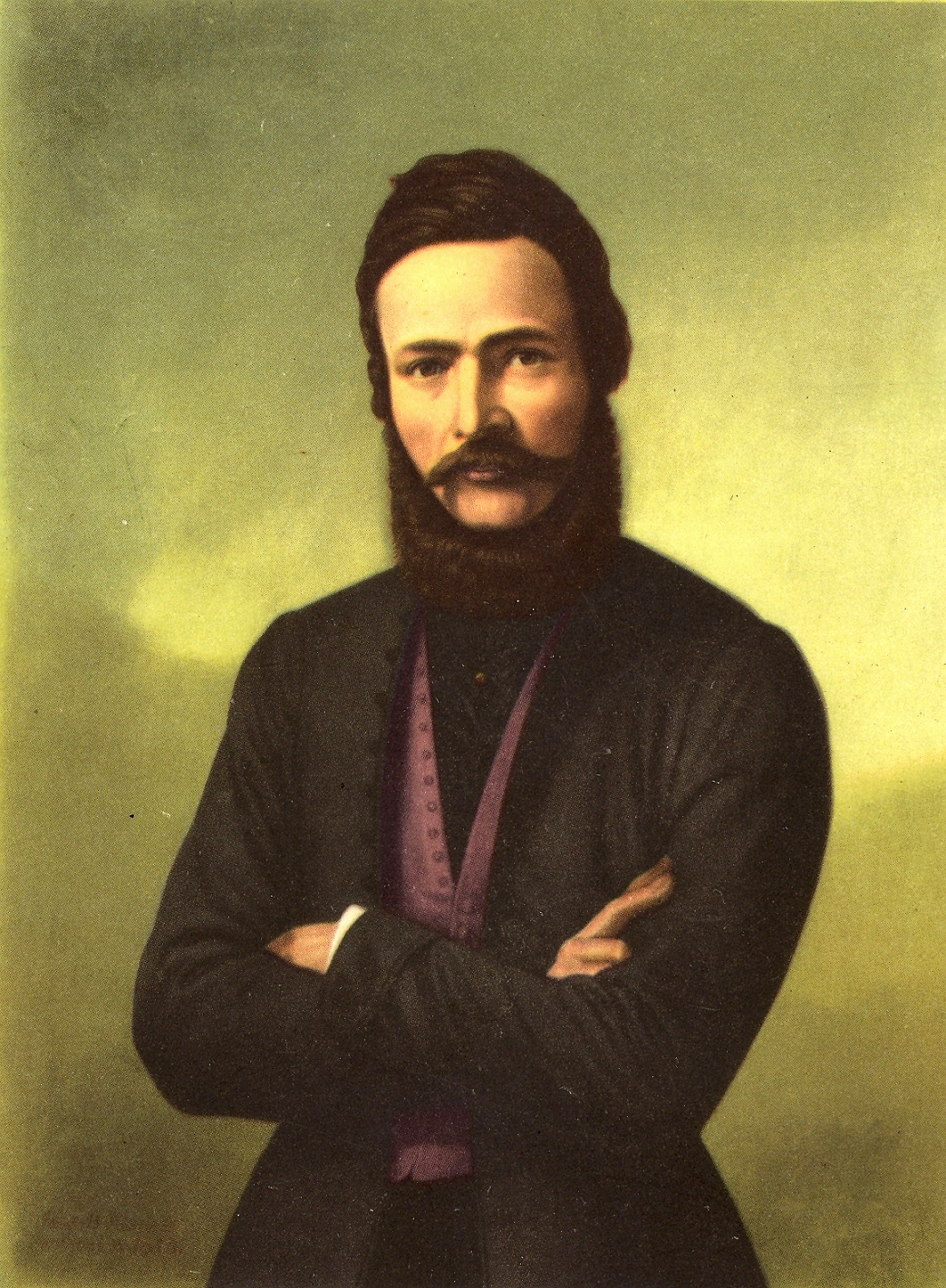
Ľudovít Štúr, ideový lídr hnutí

Štúrovci byla skupina osob, jež představovala hlavní proud slovenského národního hnutí v polovině 19. století nazvaný podle nejvýznamnější osobnosti této skupiny, podle Ľudovíta Štúra.

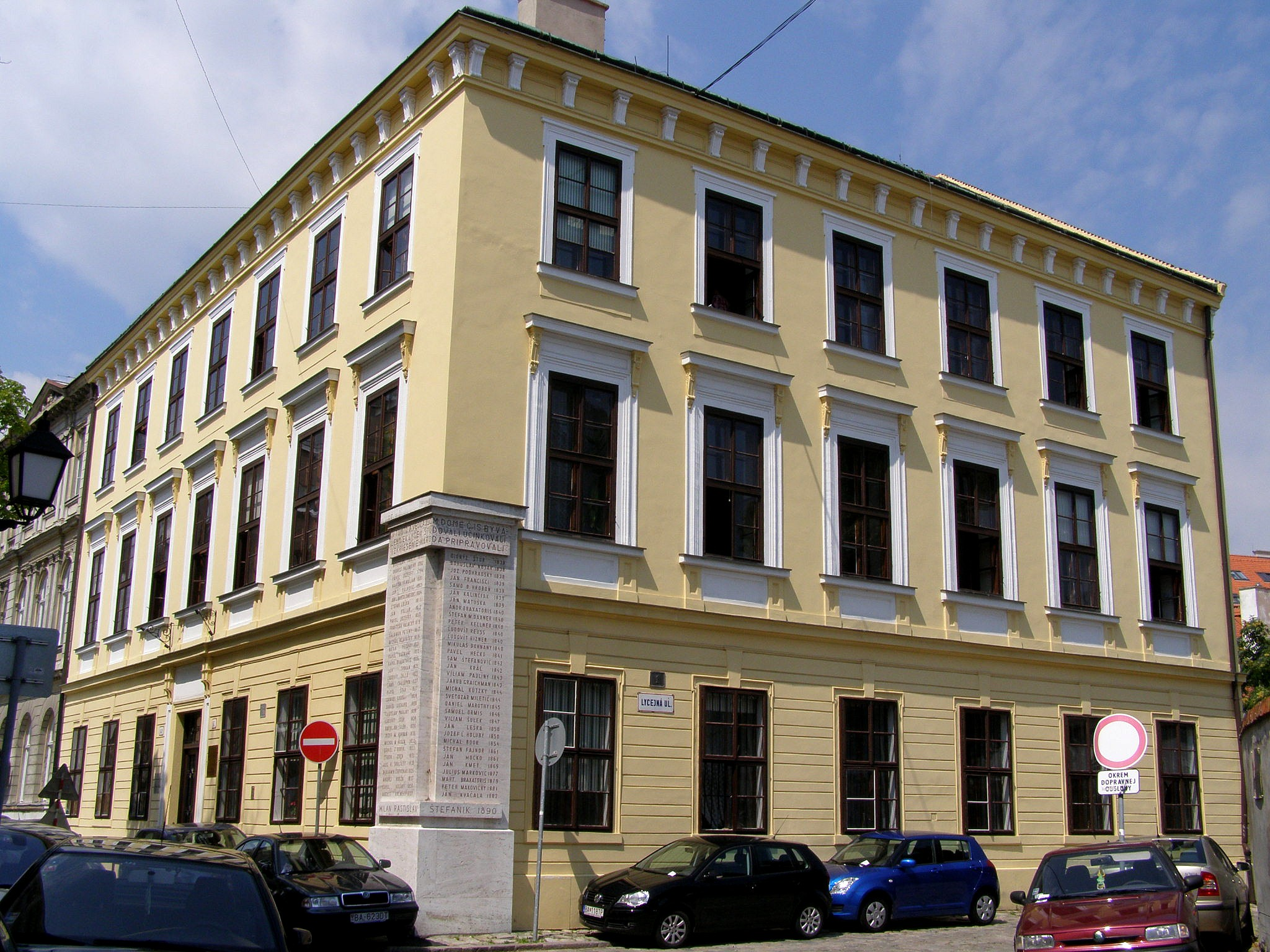
Skupina štúrovců se zformovala na Evangelickém lyceu v Bratislavě

Kontaktovali se se stejně radikálně orientovanými studentskými kroužky
v dalších slovanských městech. Velkou pozornost věnovali lidové kultuře a životu neprivilegovaných vrstev obyvatelstva, ke kterým se obraceli také svojí literární tvorbou i praktickou činností. Iniciovaly studentské struktury (Štúrova Společnost českoslovanská v Bratislavě v které se štúrovci v 30. letech zformovali a také Francisciho Jednota Mládeže slovenské/Bratrstvo slovenské v Levoči), organizovaly vlastivědné vycházky, prázdninové cesty a studijní pobyty.

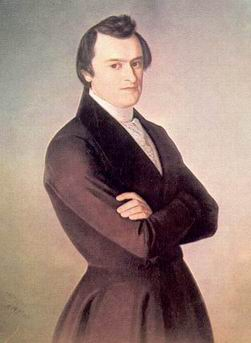
Michal Miloslav Hodža

## Oblasti činnosti

### Národní jazyk
Od roku 1835 stál v rámci společnosti věrně po boku Štúra Jozef Miloslav Hurban a Michal Miloslav Hodža, se kterými v Hlubokém uzákonil v roce 1843 štúrovskou slovenštinu na základě středoslovenského nářečí (v roce 1844 vydal Hurban druhý ročník almanachu Nitra, čímž štúrovštinu uvedl do literárního života; první literární projevy štúrovské slovenštiny nacházíme například. v tvorbě Janka Krále či Jan Francisciho). 
Na legitimizaci nového jazyka se štúrovci setkali s představitelem generace bernolákovců Janem Hollým. Návštěva Štúra, Hurbana a Hodži na Dobré Vodě 17. července 1843 se do kolektivní paměti Slováků zapsala jako pouť k Janu Hollému se žádostí o požehnání pro novou spisovnou slovenštinu, které i dostali (událost připomíná obraz Andreja Kováčika).

### Filosofie
Filozoficky byli ovlivněni německou klasickou filozofií, především filozofií dějin Herdera a Hegla (Štúr, Hurban, Sládkovič), mesianismem Schellinga a ruských a polských mystiků (Hodža, Hroboň, Kellner-Hostinský), částečně francouzským osvícenstvím (především Daxner a Francisci). To vedlo později k rozdělení na hegeliány a anti-hegeliány (měsianisty). Filozoficko-právní ideje transformovaly do státoprávních dokumentů jako Nitranské žádosti, Liptovské žádosti a Žádostí slovenského národa.

### Politika
V duchu tehdejších moderních evropských politických idejí štúrovci odmítali systém Svaté aliance, feudalismus, absolutismus, privilegia šlechty, maďarizaci, požadovali suverenitu slovenského národa, zásadu ústavnosti a zastupitelnosti. V revolučním roce 1848 společně vyhlásili Žádosti slovenského národa (první kulturně-politický akt Slováků na celonárodní úrovni, který má národní, demokratické a pokrokově-liberální, jakož i národně-hospodářské a také sociální motivy; spoluiniciovali ho Štúr, Hurban, Hodža, ale také Francisci a Daxner). 

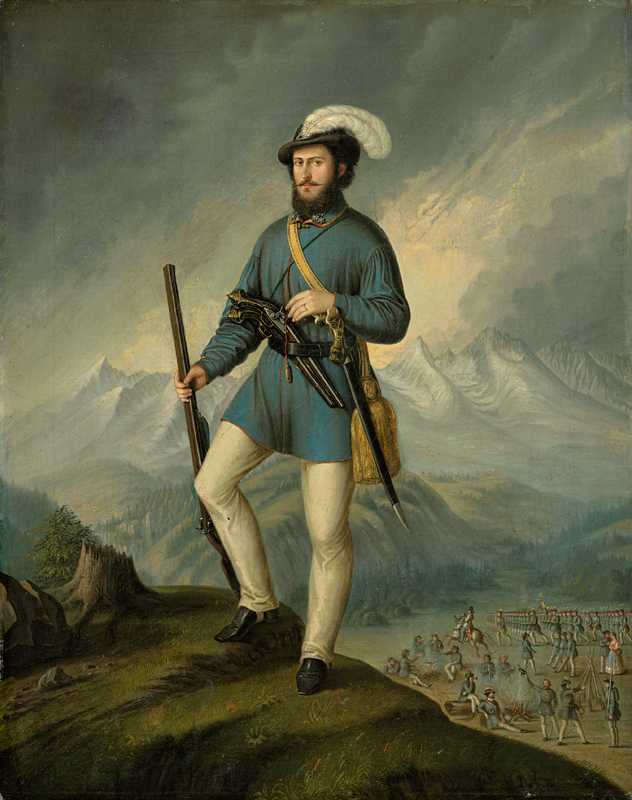
Ján Francisci, kapitán slovenských dobrovolníků

### Národně-osvobozovací boj
Štúrovci také stáli při založení první Slovenské národní rady a organizovali Slovenské povstání, kterého se podle Š. S. Osuského zúčastnilo přibližně 30 tisíc mužů (15 tisíc vyzbrojených).

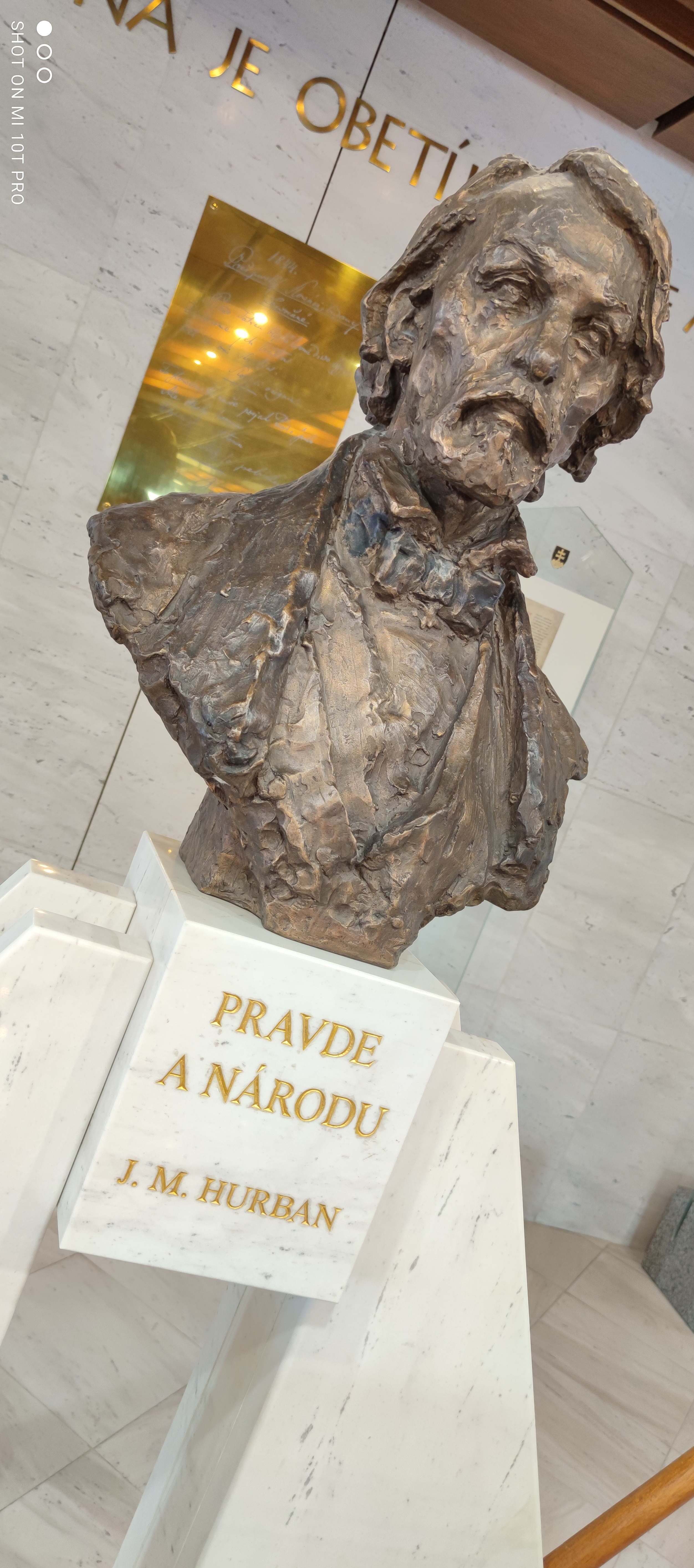
Busta Josefa Miloslava Hurbana v Národní radě Slovenské republiky

## Hlavní představitelé skupiny

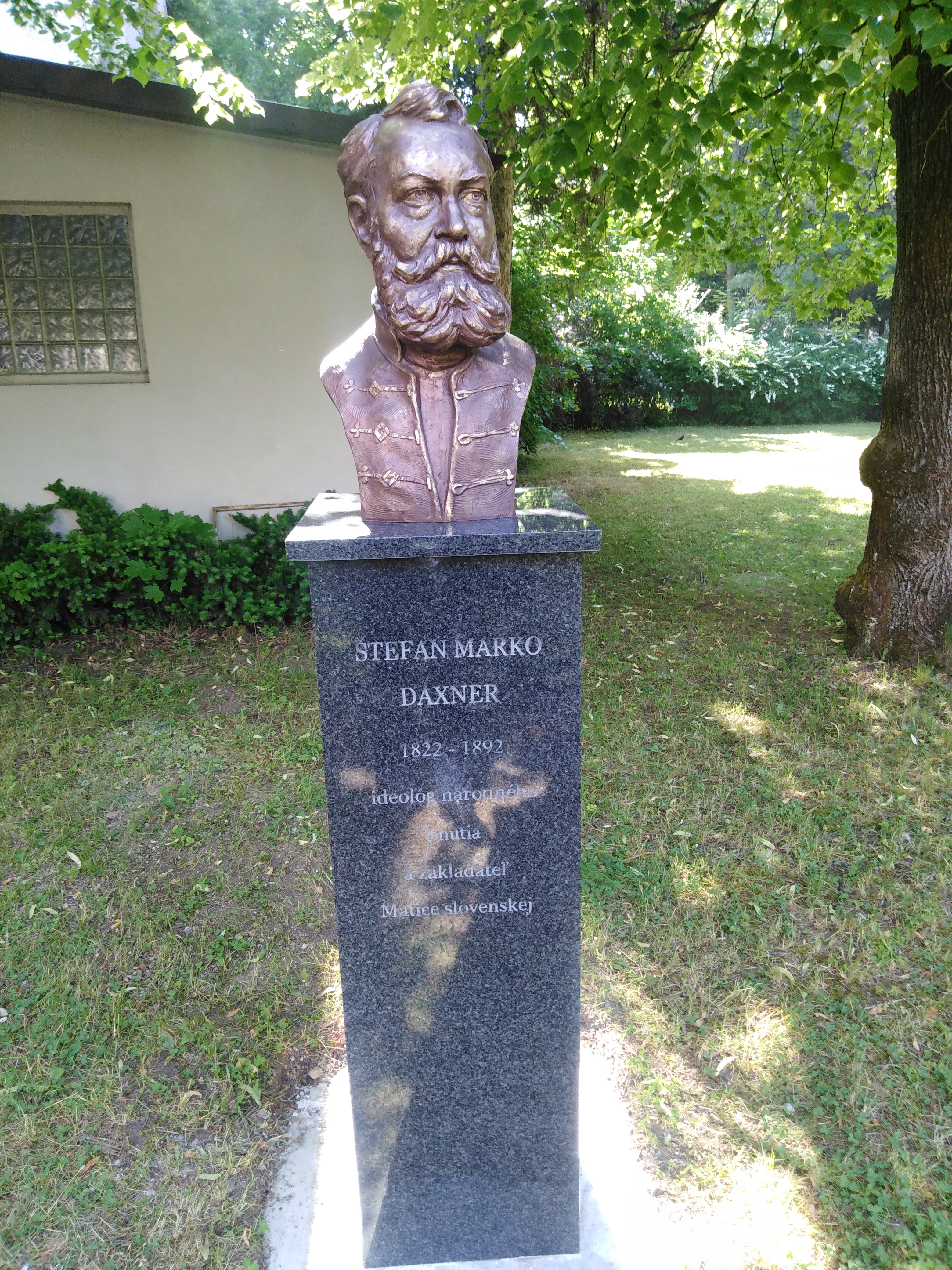
Busta Štefana Marka Daxnera v Aleji národních buditelů, Martin, Slovensko

- Ľudovít Štúr
- Ján Kalinčiak
- Samo Chalupka
- Andrej Sládkovič
- Janko Kráľ
- Ján Botto
- Janko Matúška
- Michal Miloslav Hodža
- Jozef Miloslav Hurban
- Samo Tomášik
- Viliam Pauliny-Tóth
- Jakub Grajchman
- August Radislav Roy
- August Horislav Krčméry
- Ján Rotarides
- Ján Krasomil Gáber
- Rudolf Homola
- Ľudovít Jaroslav Šulek
- Samuel Dobroslav Štefanovič
- Peter Kellner-Hostinský
- Samo Bohdan Hroboň

## Rok odkazu Štúrovců
| „ | Štúrovci zahájili národní projekt, který má přesah až do našich dnů. Bez nasazení štúrovců za slovenský národ v 19. století a vytvoření úplně prvních institucí i organizací v naší národní kultuře či politice by dnešní Slovenská republika jednoznačně nevznikla. Oni vytvořili první Slovenskou národní radu v roce 1848, založili Matici slovenskou, vůbec první politickou stranu Slováků - tehdejší Slovenskou národní stranu. Rovněž dali základ slovenského školství, literatury, kodifikovali slovenštinu. To jsou silné pilíře, bez kterých by slovenská státnost dnes nebyla. | “ |
| — Dr. Marián Gešper, předseda Matice slovenské o štúrovcích po odhalení busty Štěpána Marka Daxnera v Martině u příležitosti ROKU ODKAZU STÚROVCŮ | |   |

Matice slovenská vyhlásila rok 2022 za ROK ODKAZU ŠTÚROVCŮ a při této příležitosti připravila a spolupodílela se na sérii slavnostních, kulturních, osvětových, vzdělávacích i turistických akcí, vernisáží a výstav, vědeckých konferencí, odhalení pamětních pokojů, pamětních tabulí, bust, publikování vědeckých a populárně-naučných článků, populárně naučných brožur a knih a také přípravy dokumentárních filmů.
Na podzim organizovala Matice slovenská konferenci s celoslovenským rozměrem Odkaz štúrovské generace (organizátor vědecký tajemník Matice slovenské Pavol Madura) a při této příležitosti slavnostně otevřela Bibliotéku Matice slovenské za účasti předsedy Matice a primátora města Martin. Konference navázala na první konferenci o štúrovcích a Štúrovi z roku 1997. Druhé konference se zúčastnili:
- doc. PaedDr. Pavol Parenička, CSc. – Štúrovskí rebeli, revolucionári a vizionári
- doc. PhDr. Ivan Mrva, CSc. – My zvolili sme si cestu života tŕnistú. Pohnútky národného prebudenia a jeho dôsledky
- prof. PhDr. Róbert Letz, PhD. – Reflexia štúrovcov v mladej slovenskej generácii 30. rokov 20. storočia
- Mgr. Kamila Fircáková – Štúrovci v povedomí a aktivitách študentských korporácií
- PhDr. Matej Mindár, PhD., Janka Poláková – Život a pôsobenie rodiny Ľudovíta Štúra v Trenčíne
- ThLic. Michal Glevaňák – Cesta Bohuša Nosáka-Nezábudova ako člena Cestovateľského spolku do terra incognita alebo stretnutie mladého študenta s jedným z panteonu slavistov s užhorodským gréckokatolíckym farárom a rusínskym intelektuálom Michailom Lučkajom
- Mgr. Zdenko Tkáč – Pátranie po zabudnutom hrobe nezabudnuteľného básnika Janka Kráľa
- PhDr. Zuzana Pavelcová – Synergie štúrovcov na Dolnej zemi v živote a diele Štefana Václava Homolu
- Bc. Nadežda Zelenina, Jovan Jovanovič Zmaj – Srbský dejateľ v kontexte štúrovských dejín
- Ing. Mgr. Anton Meteňko, PhD. – Štúrovci a hurbanovci na východnom Slovensku – niektoré spoločensko-politické a vojenské aspekty zimnej výpravy 1848-1849
- Mgr. Peter Schvantner – Štúrovcami inšpirovaný tajný študentský spolok Mor ho!
- doc. PaedDr. Július Lomenčík, PhD. – Pedagogický odkaz štúrovcov pre súčasný výchovno-vzdelávací proces
- Mgr. Radoslav Žgrada – Historická reflexia štúrovcov v diele Vladimíra Mináča
- prof. PhDr. Ján Kačala, DrSc. – Štúrov koncept spisovného jazyka (aj) ako úsilie prekonať jazykovo-konfesionálne rozdelenie slovenského národa
- PaedDr. Renáta Hlavatá, PhD. – Slovenskje povesti Jána Francisciho vo vzťahu k formujúcej sa spisovnej norme slovenčiny
- PaedDr. Jaroslav Vlnka, PhD. – Na margo portrétu rozorvaného hrdinu v poézii Janka Kráľa
- prof. PhDr. Dalimír Hajko, DrSc. – Štúrovci v dejinách slovenskej kultúry
- Dr. h. c. prof. PhDr. Rudolf Dupkala, CSc. – Spory Štúrovcov o charakter slovenskej filozofie
- Mgr. Viktoriia Nadolska – Filozofia Ľudovíta Štúra cez prizmu traktátu „Slovanstvo a svet budúcnosti“
- PhDr. Lukáš Perný, PhD. – Sociálna filozofia štúrovcov a jej praktická implementácia v dokumentoch slovenskej štátnosti

Z konference je záznam k dispozici na Youtube a také je výsledkem konference stejnojmenný sborník.